# Villers-au-Bois
Villers-au-Bois là một xã ở tỉnh Pas-de-Calais, vùng Hauts-de-France của Pháp.

## Địa lý
Villers-au-bois bao quanh bởi rừng và có cự ly khoảng 8 dặm (12,9 km) về phía tây bắc Arras, tại giao lộ của các tuyến đường D65 và D58.

## Dân số
| 1962                                                         | 1968 | 1975 | 1982 | 1990 | 1999 | 2006 |
| ------------------------------------------------------------ | ---- | ---- | ---- | ---- | ---- | ---- |
| 317                                                          | 298  | 311  | 335  | 369  | 379  | 455  |
| Số liệu điều tra dân số từ năm 1962: Dân số không tính trùng |      |      |      |      |      |      |

## Địa điểm nổi bật
- Nhà thờ, thế kỷ 16.